# Gunung Belawar
Gunung Belawar är ett berg i Indonesien.   Det ligger i provinsen Aceh, i den västra delen av landet, 1 600 km nordväst om huvudstaden Jakarta. Toppen på Gunung Belawar är 910 meter över havet.
Terrängen runt Gunung Belawar är bergig österut, men västerut är den kuperad.Runt Gunung Belawar är det glesbefolkat, med 13 invånare per kvadratkilometer. I omgivningarna runt Gunung Belawar växer i huvudsak städsegrön lövskog.